# Francis Hastings (10e comte de Huntingdon)
Francis Hastings (13 mars 1729 - 2 octobre 1789), est un pair et un homme politique britannique.

## Biographie
Il est l'aîné des sept enfants du 9e comte de Huntingdon et de sa femme, Selina Hastings, une des dirigeantes du renouveau méthodiste évangélique. Hastings a dix-huit ans lorsqu'il devient comte de Huntingdon et baron Botreaux au décès de son père en 1746. Le comte ne s'est jamais marié mais a un fils, Charles Hastings (1er baronnet), fils d'une fille parisienne nommée Mademoiselle Lany, danseuse à l'Opéra lors de son Grand Tour avec son ami David Murray (2e comte de Mansfield) en 1747 (parrainé par Philip Stanhope (4e comte de Chesterfield)). En août 1752, Huntingdon quitte Paris pour l'Espagne où son estime de soi irrite le ministre britannique Sir Benjamin Keene. Il se rend à Gibraltar (avril 1753) et à Lisbonne (mai 1753) avant de rentrer en Angleterre au début du mois de juillet 1753. En juillet suivant, il quitte l'Angleterre pour une deuxième tournée de deux ans sur le continent. En Italie, il étudie les antiquités avec l’antiquaire Antonio Cocchi (un ami de son défunt père), ainsi que Joseph Wilton et l’abbé Venuti.
À son retour du continent, Hastings rejoint à la cour royale, et en tant que descendant de George, le duc de Clarence, frère du roi Édouard IV, il est nommé maître du cheval en 1760. Il est porteur de l'épée d'État lors du couronnement de George III en 1761, bien que l'épée d'État elle-même ait été égarée et qu'il ait plutôt dû porter l'épée de perle du maire de Londres. Il devient le Porte-coton, également en 1761. Le comte de Chesterfield, en particulier, supervise chaque étape de l'éducation sociale et intellectuelle du jeune Huntingdon, qu'il salue comme "le brillant exemple de l'union d'un érudit avec l'homme du monde". En 1762, il annonce à tort au roi que son fils aîné (le prince George) de la reine est une fille. L’erreur est doublement regrettable à l’époque, le roi espérant un héritier masculin et promettant également 1 000 £ au porteur de la nouvelle qu’il aurait un fils et 500 £ qu’il aurait une fille (Huntingdon n’a pas reçu de cadeau). En 1766, il revendique le duché royal de Clarence qui le préoccupe toute sa vie. Il meurt subitement le 2 octobre 1789 à la maison de son neveu, Francis Rawdon-Hastings, à Londres. À sa mort en 1789, le comté devient dormant. Il est remplacé dans les baronnies de Hastings, Hungerford, de Moleyns et Botreaux par sa sœur, Lady Elizabeth, épouse de John Rawdon (1er comte de Moira). Huntingdon est membre de la Royal Society en 1758 et de la Society of Antiquaries of London en 1768.